# سلوفينيا في الألعاب الأولمبية
سلوفينيا في الألعاب الأولمبية تعتبر الألعاب الأولمبية من أهم الأحداث الرياضية في سلوفينيا ،تقوم اللجنة الأولمبية السلوفينية بالإشراف في شؤون مشاركات سلوفينيا في الألعاب الأولمبية، كانت سلوفينيا تشارك سابقاً كجزء من النمسا ثم كجزء من يوغوسلافيا، شاركت سلوفينيا أول مرة بعد إستقلالها كان في دورة 1992 في برشلونة في إسبانيا، فازت سلوفينيا بمشاركاتها في الألعاب الأولمبية الصيفية بمجموع 19 ميدالية منها 4 ميداليات ذهبية و6 فضية و9 برونزية، أكثر الرياضات التي تنافس فيها سلوفينيا هي ألعاب القوى و التجديف و الجودو و الرماية وبدرجة أقل في الإبحار و السباحة والرياضات الجماعية.
في الألعاب الأولمبية الشتوية شاركت سلوفينيا أول مرة في الألعاب الأولمبية الشتوية 1992 في ألبيرفيل في فرنسا، وتمكنت من الفوز ب15 ميدالية منها ميداليتين ذهبيتين و 4 فضيات و9 ميداليات برونزية وأكثر الرياضات التي تنافس فيها سلوفينيا هي التزلج على المنحدرات الجليدية وبدرجة أقل في القفز التزلجي و التزلج على الثلوج و تزلج الريفي و البياثلون.